# Kuala Bhee
Kuala Bhee is een bestuurslaag in het regentschap Aceh Barat van de provincie Atjeh, Indonesië. Kuala Bhee telt 904 inwoners (volkstelling 2010).